# Ableitungstafel der Kana-Zeichen

Entwicklung der Hiragana aus Man’yōgana

Entwicklung der Katakana aus Kanji

Kana ist der Überbegriff für die beiden japanischen Silbenschriften Hiragana und Katakana.
Alle Silbenzeichen der japanischen Kana-Silbenschriften Hiragana und Katakana leiten sich ursprünglich von chinesischen Schriftzeichen, den Kanji her. Wobei zu beachten ist, dass die Hiragana- und die Katakana-Zeichen für den gleichen Laut nicht immer vom gleichen Schriftzeichen hergeleitet werden.
Als grobe Regel kann beachtet werden, dass die Hiragana-Zeichen aus der Grasschrift-Form des ursprünglichen Schriftzeichens gebildet wurden, während sich die Katakana-Zeichen aus Bestandteilen des Ausgangszeichens zusammensetzen.

## Vokal-Reihe
| Romaji | Hiragana | Kanji | Katakana | Kanji | Anmerkungen |
| ------ | -------- | ----- | -------- | ----- | --- |
| a      | あ       | 安    | ア       | 啊    | 安, heutige chinesische Aussprache „an“ (wie in Tian'anmen) bedeutet Friede. Das Schriftzeichen 啊 (Aussprache „a“) wird auch im heutigen Chinesisch hauptsächlich für Fremdwörter und -namen verwendet. |
| i      | い       | 以    | イ       | 伊    | … |
| u      | う       | 宇    | ウ       | 宇    | Das Schriftzeichen 宇 (= Weltraum) hat im modernen Chinesisch die Aussprache yu. |
| e      | え       | 衣    | エ       | 江    | 江, chinesische Aussprache „jiang“ (= Fluss) kommt in dem japanischen Ortsnamen Edo vor. |
| o      | お       | 於    | オ       | 於    | In beiden Fällen ist das Schriftzeichen 於 yu Ausgangspunkt. |

## K-Reihe
| Romaji | Hiragana | Kanji | Katakana | Kanji | Anmerkungen |
| ------ | -------- | ----- | -------- | ----- | --- |
| ka     | か       | 加    | カ       | 加    | Gleiches Ausgangszeichen für Hiragana- und Katakana-Zeichen. 加 (= hinzufügen) hat im modernen Chinesischen die Aussprache „jia“. |
| ki     | き       | 幾    | キ       | 幾    | Gleiches Ausgangszeichen für Hiragana- und Katakana-Zeichen. 幾 (= wie viel) hat im modernen Chinesischen die Aussprache „ji“.    |
| ku     | く       | 久    | ク       | 久    | Gleiches Ausgangszeichen für Hiragana- und Katakana-Zeichen. 久 (= lange Zeit) hat im modernen Chinesischen die Aussprache „jiu“. |
| ke     | け       | …     | ケ       | 介    | |
| ko     | こ       | 己    | コ       | 己    | Gleiches Ausgangszeichen für Hiragana- und Katakana-Zeichen. 己 (= selbst) hat im modernen Chinesischen die Aussprache „ji“.      |

## S-Reihe
| Romaji | Hiragana | Kanji | Katakana | Kanji | Anmerkungen |
| ------ | -------- | ----- | -------- | ----- | --- |
| sa     | さ       | 左    | サ       | 散    | |
| shi    | し       | 之    | シ       | 之    | Gleiches Ausgangszeichen für Hiragana- und Katakana-Zeichen. 之 (Genitivpartikel) hat im modernen Chinesischen die Aussprache „zhi“.    |
| su     | す       | 寸    | ス       | 须    | |
| se     | せ       | 世    | セ       | 世    | Gleiches Ausgangszeichen für Hiragana- und Katakana-Zeichen. 世 (= Generation, Welt) hat im modernen Chinesischen die Aussprache „shi“. |
| so     | そ       | 曾    | ソ       | 曾    | Gleiches Ausgangszeichen für Hiragana- und Katakana-Zeichen. 曾 (= einst) hat im modernen Chinesischen die Aussprache „zeng“.           |

## T-Reihe
| Romaji | Hiragana | Kanji | Katakana | Kanji | Anmerkungen |
| ------ | -------- | ----- | -------- | ----- | --- |
| ta     | た       | 太    | タ       | 多    | |
| chi    | ち       | 知    | チ       | 千    | … |
| tsu    | つ       | 川    | ツ       | 川    | Gleiches Ausgangszeichen für Hiragana- und Katakana-Zeichen. 川 (= Fluss, Strom) hat im modernen Chinesischen die Aussprache „chuan“. |
| te     | て       | 天    | テ       | 天    | Gleiches Ausgangszeichen für Hiragana- und Katakana-Zeichen. 天 (= Himmel, Tag) hat im modernen Chinesischen die Aussprache „tian“.   |
| to     | と       | 止    | ト       | 止    | Gleiches Ausgangszeichen für Hiragana- und Katakana-Zeichen. 止 (= stehen bleiben) hat im modernen Chinesischen die Aussprache „zhi“. |

## N-Reihe
| Romaji | Hiragana | Kanji | Katakana | Kanji | Anmerkungen |
| ------ | -------- | ----- | -------- | ----- | --- |
| na     | な       | 奈    | ナ       | 奈    | |
| ni     | に       | 仁    | ニ       | 仁    | Gleiches Ausgangszeichen für Hiragana- und Katakana-Zeichen. 仁 (= Humanität) hat im modernen Chinesischen die Aussprache „ren“.     |
| nu     | ぬ       | 奴    | ヌ       | 奴    | Gleiches Ausgangszeichen für Hiragana- und Katakana-Zeichen. 奴 (= Sklave, Diener) hat im modernen Chinesischen die Aussprache „nu“. |
| ne     | ね       | 祢    | ネ       | 祢    | |
| no     | の       | 乃    | ノ       | 乃    | |

## H-Reihe
| Romaji | Hiragana | Kanji | Katakana | Kanji | Anmerkungen |
| ------ | -------- | ----- | -------- | ----- | --- |
| ha     | は       | 波    | ハ       | 八    | |
| hi     | ひ       | 比    | ヒ       | 比    | Gleiches Ausgangszeichen für Hiragana- und Katakana-Zeichen. 比 (= vergleichen) hat im modernen Chinesischen die Aussprache „bi“. |
| fu     | ふ       | 不    | フ       | 不    | Gleiches Ausgangszeichen für Hiragana- und Katakana-Zeichen. 不 (= nicht) hat im modernen Chinesischen die Aussprache „bu“.       |
| he     | へ       | 部    | ヘ       | 部    | Gleiches Ausgangszeichen für Hiragana- und Katakana-Zeichen. 部 (= Teil) hat im modernen Chinesischen die Aussprache „bu“.        |
| ho     | ほ       | 保    | ホ       | 保    | |

## M-Reihe
| Romaji | Hiragana | Kanji | Katakana | Kanji | Anmerkungen |
| ------ | -------- | ----- | -------- | ----- | --- |
| ma     | ま       | 末    | マ       | 末    | |
| mi     | み       | 美    | ミ       | 三    | … |
| mu     | む       | 武    | ム       | 牟    | |
| me     | め       | 女    | メ       | 女    | Gleiches Ausgangszeichen für Hiragana- und Katakana-Zeichen. 女 (= Frau) hat im modernen Chinesischen die Aussprache „nü“.          |
| mo     | も       | 毛    | モ       | 毛    | Gleiches Ausgangszeichen für Hiragana- und Katakana-Zeichen. 毛 (= Haar, Borste) hat im modernen Chinesischen die Aussprache „mao“. |

## Y-Reihe
| Romaji | Hiragana | Kanji | Katakana | Kanji | Anmerkungen |
| ------ | -------- | ----- | -------- | ----- | --- |
| ya     | や       | 也    | ヤ       | 也    | Gleiches Ausgangszeichen für Hiragana- und Katakana-Zeichen. 也 (= auch) hat im modernen Chinesischen die Aussprache „ye“. |
| yu     | ゆ       | 由    | ユ       | 由    | |
| yo     | よ       | …     | ヨ       | …     | |

## R-Reihe
| Romaji | Hiragana | Kanji | Katakana | Kanji | Anmerkungen |
| ------ | -------- | ----- | -------- | ----- | --- |
| ra     | ら       | 良    | ラ       | 良    | |
| ri     | り       | 利    | リ       | 利    | … |
| ru     | る       | 留    | ル       | 流    | |
| re     | れ       | 礼    | レ       | 礼    | Gleiches Ausgangszeichen für Hiragana- und Katakana-Zeichen. 礼 (= Rite) hat im modernen Chinesischen die Aussprache „li“. |
| ro     | ろ       | 呂    | ロ       | 呂    | |

## W-Reihe
| Romaji | Hiragana | Kanji | Katakana | Kanji | Anmerkungen |
| ------ | -------- | ----- | -------- | ----- | --- |
| wa     | わ       | 和    | ワ       | 和    | Gleiches Ausgangszeichen für Hiragana- und Katakana-Zeichen. 和 (= Harmonie) hat im modernen Chinesischen die Aussprache „he“. |
| wo     | を       | 遠    | ヲ       |       | … |

## N
| Romaji | Hiragana | Kanji | Katakana | Kanji | Anmerkungen |
| ------ | -------- | ----- | -------- | ----- | --- |
| n      | ん       | 无    | ン       | …     | Das Kanji 无 war ursprünglich ein Hentaigana für die Silbe mu, erst später wurde es als eigenständiges Zeichen n in die Hiragana eingefügt. |